# Castillo de Castrizán
El castillo de Castrizán fue un castillo gallego situado en el municipio pontevedrés de Redondela, en la parroquia de O Viso. Estaba situado en la cima del Monte de Peneda.

## Localización
El antiguo castillo estaba situado en lo alto del monte de Peneda, un pequeño pico montañoso de 329 metros y que se eleva frente a la llanura que lo rodea. Esta característica geográfica hace que esta montaña pueda dominar todo el entorno, disponiendo de una excelente panorámica de la ría de Vigo, las islas Cíes, la ensenada de San Simón y los territorios aledaños al castillo de Sotomayor. 
El Monte de Peneda pertenece por su lado sur a la parroquia de O Viso, perteneciente a Redondela, mientras que el lado sur pertenece al municipio de Sotomayor.

## Historia

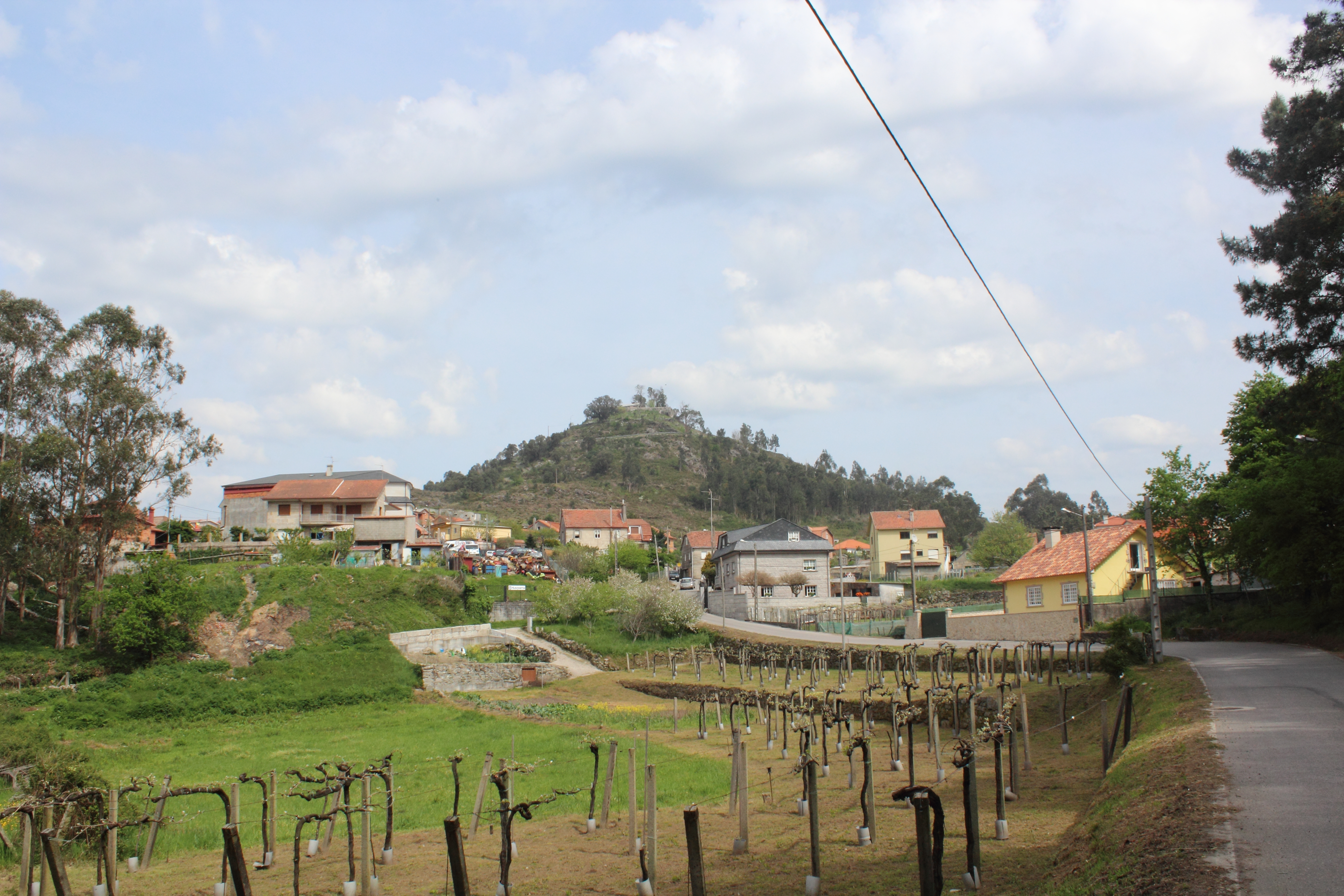
Monte de Peneda visto desde O Viso, en el municipio de Redondela. En su cumbre se construyó el castillo de Castrizán, hoy en ruinas. En su lugar se encuentra la ermita de la Virgen de las Nieves, probablemente construida con los restos de la piedra del derruido castillo.

La construcción del castillo se llevó a cabo entre los meses de agosto y septiembre de 1477. La fortaleza fue mandada construir por el arzobispo compostelano Alonso II de Fonseca, con el objetivo de ejercer control sobre el obispado y especialmente como medida de control y presión sobre Pedro Madruga, Conde de Camiña y propietario del castillo de Sotomayor, situado a pocos kilómetros de distancia.
Pedro Madruga estaba relacionado con la nobleza portuguesa y su infanta Juana la Beltraneja, mientras que el arzobispo Alonso de Fonseca lo estaba con la Corona de Castilla.
Varios meses después, entre 1478 y 1479, la fortificación es derribada por el propio Conde de Camiña, Pedro Madruga, tras su estancia en una prisión castellana. La batalla, que tuvo lugar durante la noche, enfrentó al conde de Camiña y sus 400 soldados contra don Álvaro de Varcea, aliado del arzobispo compostelano. Como resultado del asedio, el castillo fue demolido.
Tras el derribo del castillo, la piedra y otros escombros se destinaron a construcciones particulares en la parroquia de O Viso, y probablemente se construyó con piedra reutilizada la ermita de la Virgen das Neves, que aún hoy se encuentra en pie en lo alto del Monte de Peneda del castillo

## Descripción
Probablemente construido con piedra de la propia montaña, el castillo estaba rodeado por una muralla que protegía el interior de la fortificación. En el interior se identificaron varios elementos del castillo, como varias almenas, una barbacana y una torre del homenaje, que no estaba integrada en la propia muralla, sino que estaba dentro del recinto. Esto se debió a que no había un área alrededor de la muralla que estuviera completamente protegida y libre de ataques, por lo que la torre del tributo necesitaba tener control sobre todo el perímetro de la fortificación.
En la actualidad, el castillo se encuentra en un estado ruinoso, y solo se pueden ver algunos restos de la construcción original, como los restos de la base de la torre del homenaje.

## Galería de imágenes

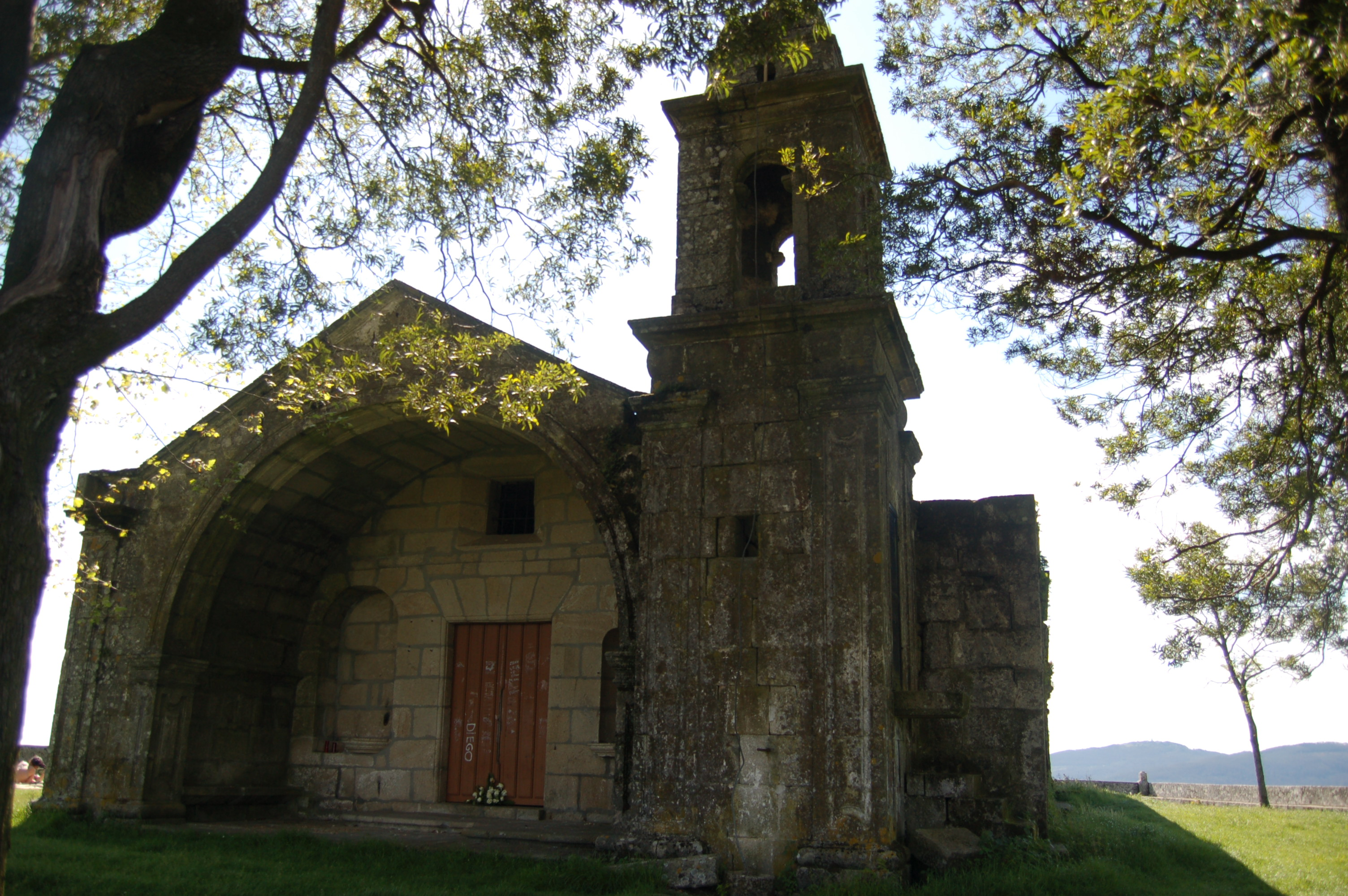
Fachada da Ermida da Virxe das Neves, no cumio do Monte da Peneda.
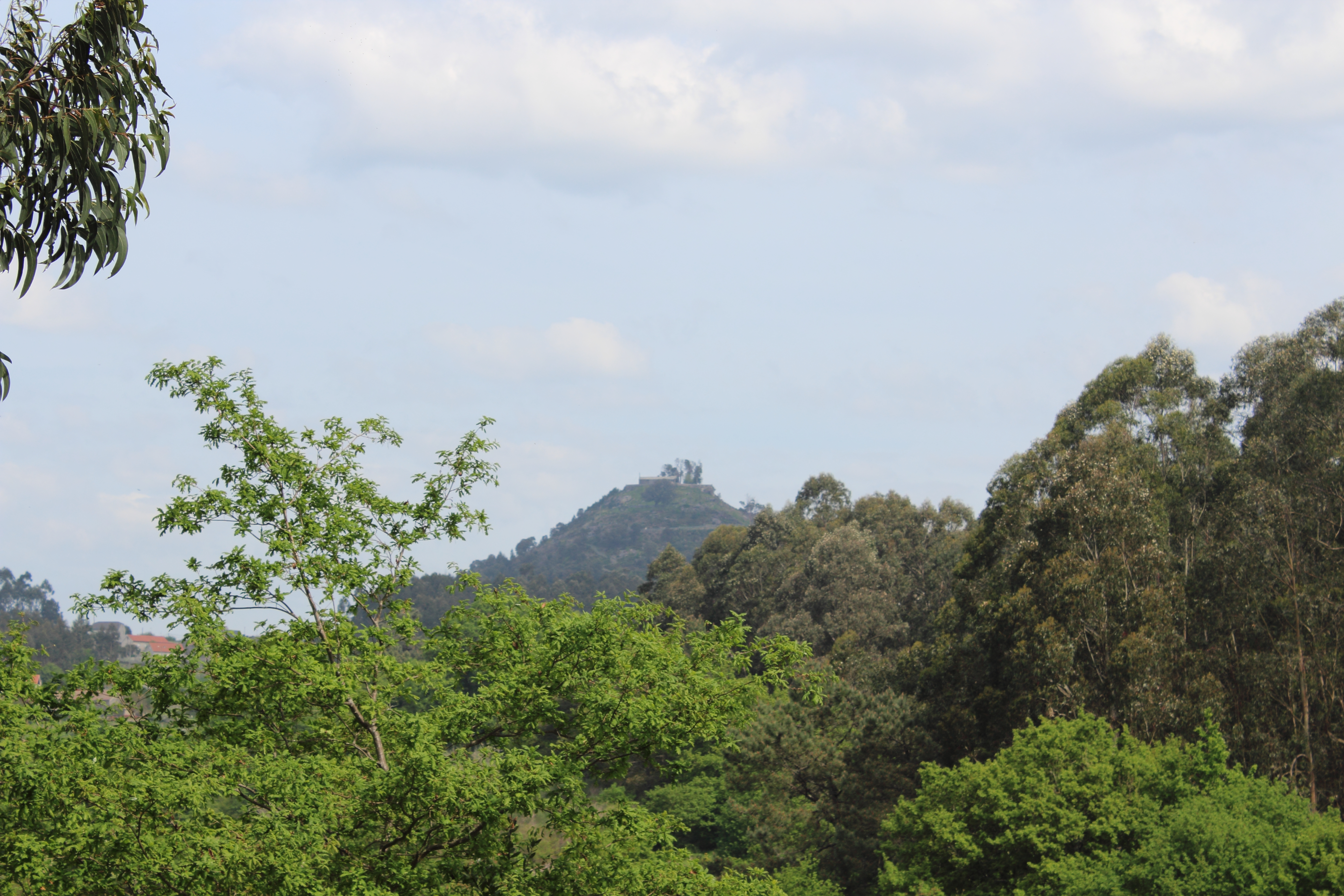
Monte da Peneda visto desde O Viso.